# Kielce (Schiff)
Die Kielce war ein 1944 gebautes Frachtschiff. Es sank, mit Munition beladen, 1946 bei Folkestone. Bei Bergungsarbeiten am Wrack kam es 1967 zu einer Explosion.

## Geschichte
Das Schiff wurde auf der Werft Pennsylvania Shipyard in Beaumont gebaut. Der Stapellauf des Schiffes erfolgte im September 1943, die Fertigstellung 1944. Das Schiff gehörte zu einer seit 1942 in verschiedenen US-amerikanischen Werften gebauten Klasse von 36 Schiffen des Typs N3-SA2 und wurde als Edgar Wakeman in Dienst gestellt.
Auf Bitten der polnischen Exilregierung wurde das Schiff am 12. März 1944 als eins von fünf Schiffen des Typs im Rahmen des US-amerikanischen Leih- und Pachtgesetzes an Polen abgegeben und in Kielce umbenannt. Namensgeber war die Stadt Kielce in der Woiwodschaft Heiligkreuz. Das Schiff wurde im Küstenverkehr in Nord- und Ostsee eingesetzt, u. a. auch zur Versorgung der nach dem Zweiten Weltkrieg in Deutschland stationierten US-amerikanischen Truppen.
Am 8. September 1946 befand sich das Schiff auf einer Reise mit Sprengstoff und Munition von Southampton nach Bremerhaven, als es im Ärmelkanal vor Folkestone mit dem französischen Dampfschiff Lombardy kollidierte und sank. Die Besatzung wurde gerettet.
Das in nur etwa 10 Meter Wassertiefe liegende Wrack stellte eine Gefahr für den zunehmenden Schiffsverkehr dar. Daher wurde in den 1960er-Jahren im Vereinigten Königreich entschieden, das Wrack zu heben. Hierfür wurde es in vier Teile zerteilt. Dabei explodierten am 22. Juli 1967 Reste der Ladung an Bord des Wracks. Die Explosion zerstörte zahlreiche Fenster an Gebäuden an der nahen Küste und war noch in sieben Meilen Entfernung zu hören. Die Schockwelle wurde als Erdbeben der Stärke 4,5 auf der Richterskala noch von Messstellen in den USA registriert.

## Technische Daten
Das Schiff wurde von einer Sechszylinder-Verbunddampfmaschine angetrieben und erreichte eine Geschwindigkeit von rund 10 Knoten.